# Institut für Neue Technische Form

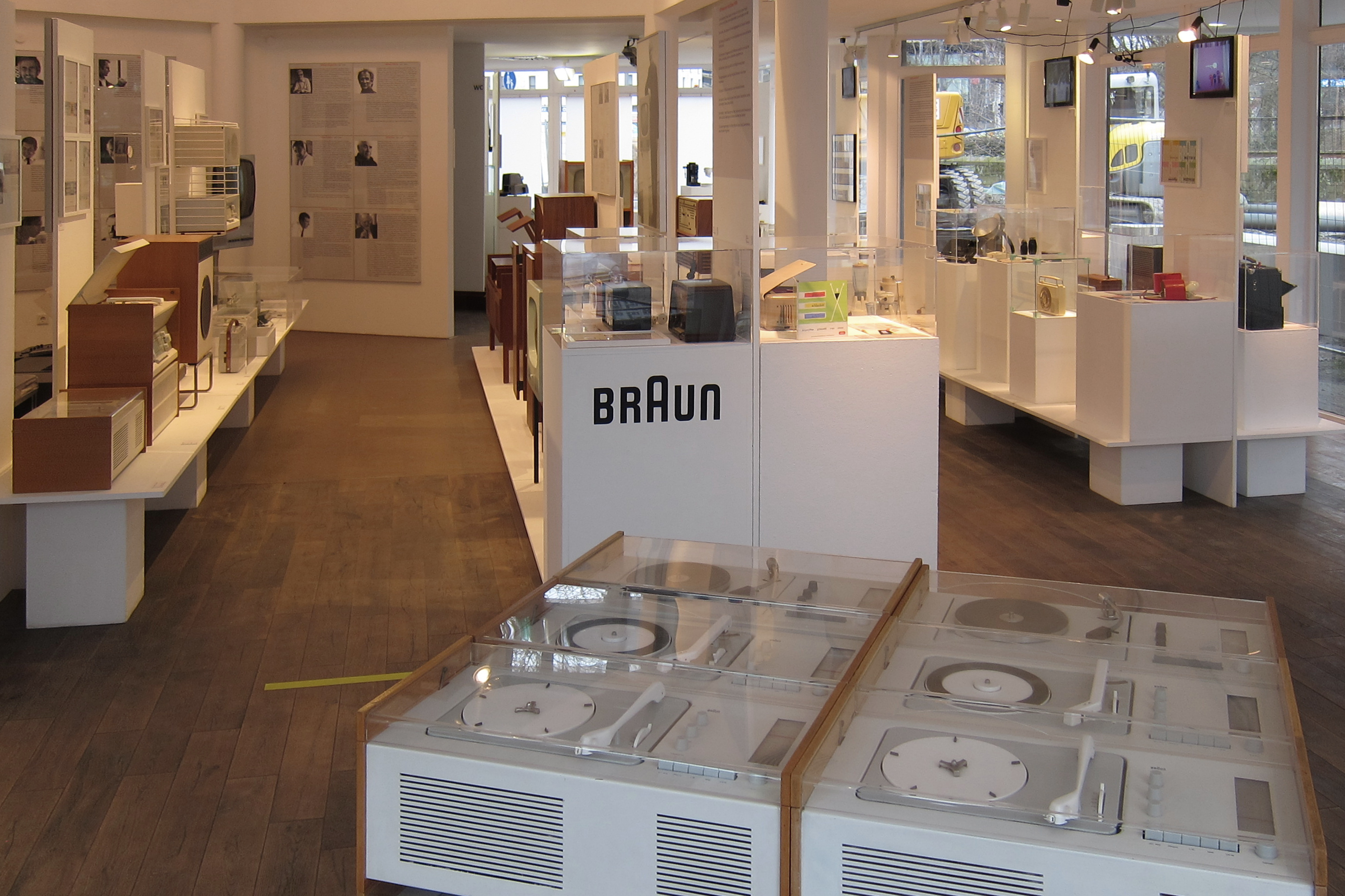
Sonderausstellung „1921 Braun“, 2021

Das Institut für Neue Technische Form e. V. (INTeF) ist ein Institut, Archiv und Museum am Friedensplatz in Darmstadt.  

## Geschichte
Das Institut für Neue Technische Form wurde 1952 von der Stadt Darmstadt und Prinz Ludwig von Hessen und bei Rhein als erstes deutsches Design-Institut gegründet. Den Anstoß dafür gab das Darmstädter Gespräch mit dem Titel „Mensch und Technik“, dessen Schirmherr der damalige Bundespräsident Theodor Heuss war. Im Verlauf dieser Veranstaltung war der Wunsch nach einer ständigen Einrichtung entstanden, die sich um die Darstellung und Klärung wichtiger Zeitfragen jenes Bereichs kümmert, in dem sich Technik und Gesellschaft wechselseitig beeinflussen. Von 1952 bis 1975 leitete Gotthold Schneider das Institut für Neue Technische Form.
Prinz Ludwig von Hessen und bei Rhein war bis zu seinem Tod im Jahr 1968 erster Vorsitzender, sein Nachfolger war Moritz Landgraf von Hessen. Von  1975 bis zu seinem Tod im Juni 2016 war Michael Schneider der Geschäftsführer des Instituts.

## Selbstverständnis
Das Institut für Neue Technische Form versteht sich in der Stadt mit wissenschaftlichen, kulturellen und technisch-industriellen Ansprüchen als ein Bindeglied, das zwischen Experten Kenntnisse vermittelt und diese der interessierten Öffentlichkeit vorstellt. Im Design Haus werden Gestaltungsentwürfe, experimentelle Vorschläge, Werkstattberichte, unveröffentlichte Produktideen und Beispiele industrieller Leistung zu dem Zentralthema Industriedesign vorgestellt. In Ausstellungen präsentiert das Institut die Arbeiten schöpferischer Persönlichkeiten und die Ergebnisse einer Zusammenarbeit fortschrittlicher Industriefirmen mit Designern. Das Institut stellt auch Ausbildungsstätten vor, um dem Designernachwuchs eine Chance zur Publikation und Diskussion zu geben sowie Kontakte zu Firmen knüpfen zu können. Mit dem Ziel, gutes Design zu fördern, hat das Institut  mehrere hundert Ausstellungen sowie  Wettbewerbe – wie den „Braun Preis“, den „Schwarzkopf Award“ (1992 und 1994) oder die „Maggi Edition europäischer Design – Wettbewerb für Küche und Tischkultur“ (1995) und zahlreiche Workshops realisiert, Expertenrunden initiiert und sich dadurch international einen Namen gemacht. Es beherbergt zudem ein  Archiv mit Produktsammlungen der Unternehmen AEG, BBC, Braun, Arzberg, Rosenthal, WMF sowie mit Dias, Fotografien, Plakaten, Tonträgern, Zeitschriften, Zeichnungen, Entwürfen, Skizzen und Modellen.